# Rio Cernola
O Rio Cernola é um rio da Romênia, afluente do Timiş, localizado no distrito de Caraş-Severin.